# Quần đảo Nhật Bản

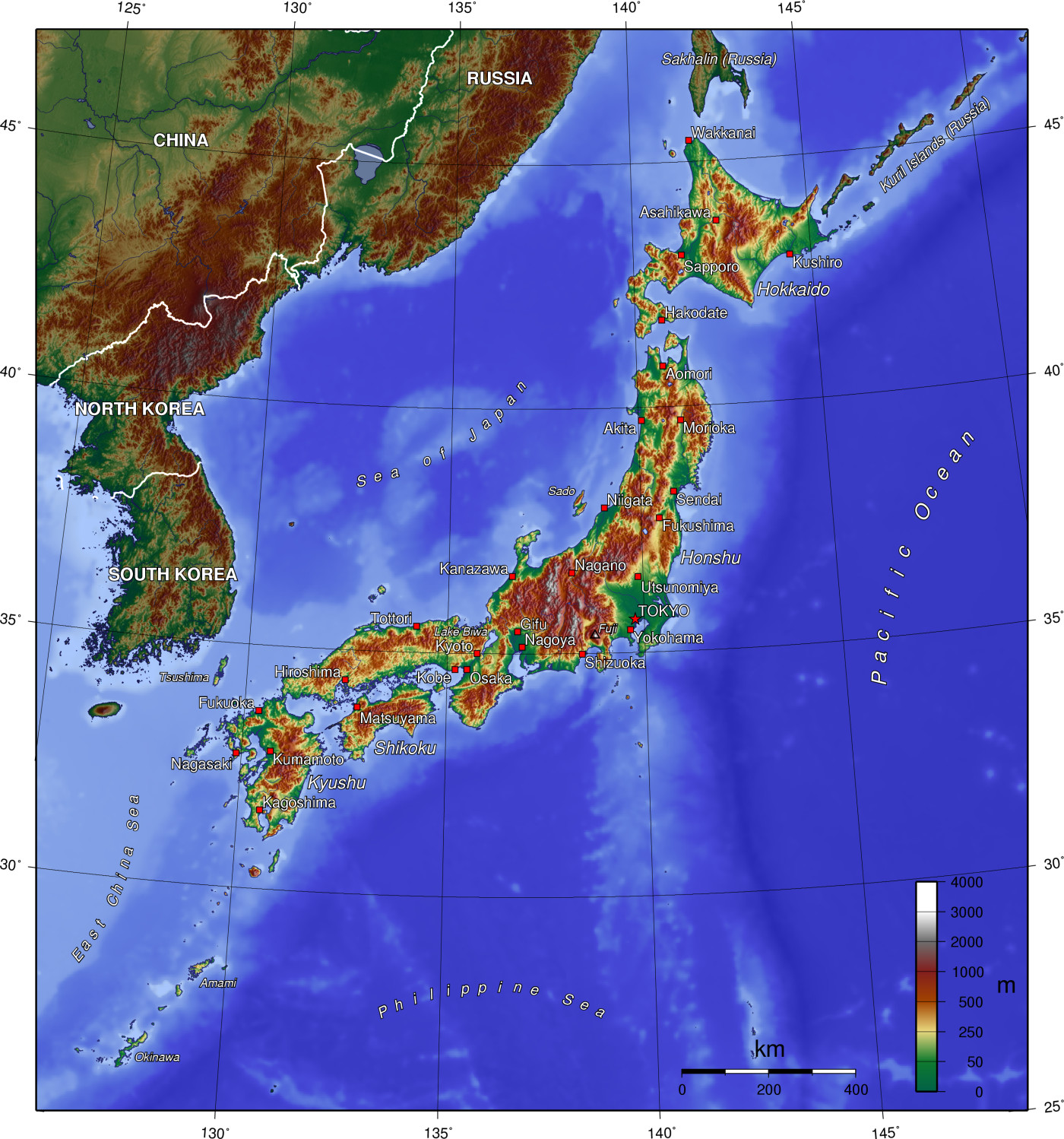
Bản đồ địa hình của Nhật Bản

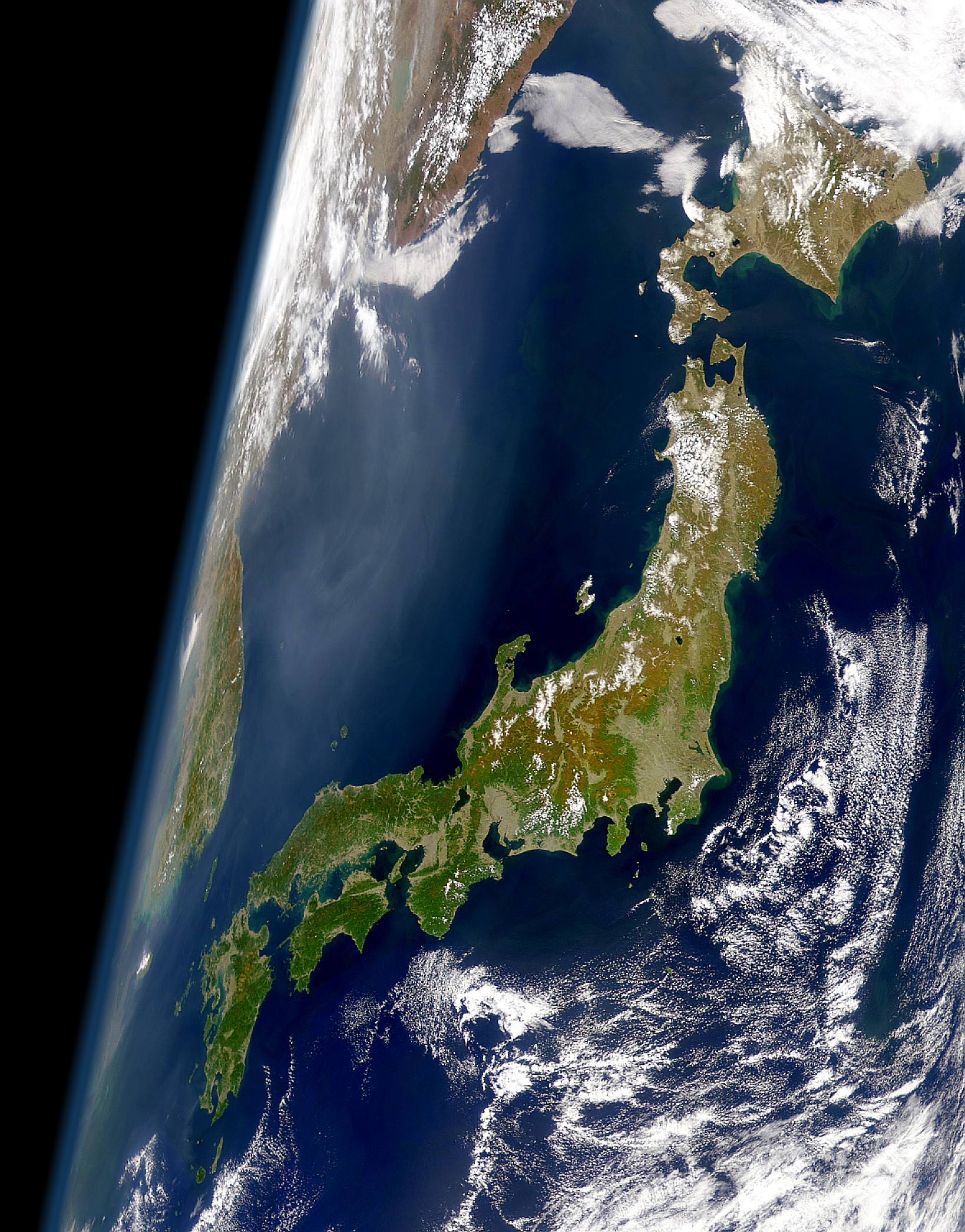
Hình ảnh vệ tinh của Nhật Bản

Quần đảo Nhật Bản (日本列島 (Nhật Bản liệt dảo) Nihon Rettō) là một nhóm gồm 6.852 hòn đảo tạo thành đất nước Nhật Bản. Nó kéo dài hơn 3.000 km (1.900 dặm) từ Biển Okhotsk về phía tây nam đến Biển Philippine dọc theo bờ biển phía đông bắc của lục địa Á-Âu. Nó bao gồm các hòn đảo từ vòng cung đảo Sakhalin, vòng cung Đông Bắc Nhật Bản đến Quần đảo Ryukyu và Quần đảo Nanpō. Nhật Bản là quốc đảo lớn nhất ở Đông Á và là quốc đảo lớn thứ 4 trên thế giới với 377.975,24 km2 (145.937,06 dặm vuông). Nó có vùng đặc quyền kinh tế lớn thứ 8 là 4.470.000 km2 (1.730.000 dặm vuông).

## Thuật ngữ
Thuật ngữ Nhật Bản đại lục được sử dụng để chỉ đất liền từ các đảo xa. Nó cũng được sử dụng khi đề cập đến các đảo chính Hokkaido, Honshu, Kyushu, Shikoku và Okinawa. Nó gồm luôn tỉnh Karafuto (Sakhalin) cho đến khi kết thúc Thế chiến II.
Thuật ngữ Quần đảo quê hương được sử dụng vào cuối Thế chiến II để xác định khu vực của Nhật Bản mà chủ quyền và quyền cai trị của Thiên hoàng sẽ bị hạn chế. Ngày nay thuật ngữ này thường được sử dụng để phân biệt quần đảo này với các thuộc địa của Nhật Bản và các vùng lãnh thổ khác trong nửa đầu thế kỷ 20.

## Cổ địa lý học
Thay đổi chất của Nhật Bản theo thời gian
- Quần đảo Nhật Bản, Biển Nhật Bản và một phần xung quanh lục địa Đông Á trong Kỳ Tiền Miocen (23-18 Ma)
- Quần đảo Nhật Bản, Biển Nhật Bản và một phần xung quanh lục địa Đông Á trong Kỳ Trung Pliocene đến Kỳ Hậu Pliocen (3.5-2 Ma)
- Quần đảo Nhật Bản tại Cực đại băng hà cuối cùng khoảng 20.000 năm trước, đường màu đen mảnh biểu thị bờ biển ngày nay   Đất có thực vật   Đất trống   Đại dương

## Địa lý học
Quần đảo bao gồm 6.852 hòn đảo (ở đây được xác định là vùng đất có chu vi hơn 100 m), trong đó có 430 người sinh sống. Năm hòn đảo chính, từ Bắc đến Nam, là Hokkaido, Honshu, Shikoku, Kyushu và Okinawa. Honshu là lớn nhất và được gọi là lục địa Nhật Bản.
Địa hình quần đảo Nhật Bản hiện tại là:
- Sakhalin, Hokkaido, Honshu, vòng cung đảo Nhật Bản bao gồm Shikoku và các đảo xung quanh;
- Kyushu, Vòng cung Ryukyu gồm quần đảo Nansei và các đảo khác xung quanh;
- Phần phía đông của Hokkaido (một phần của vòng cung Kuril);
- Quần đảo Nanpō, Bán đảo Izu (một phần của Vòng cung Izu-Bonin-Mariana).

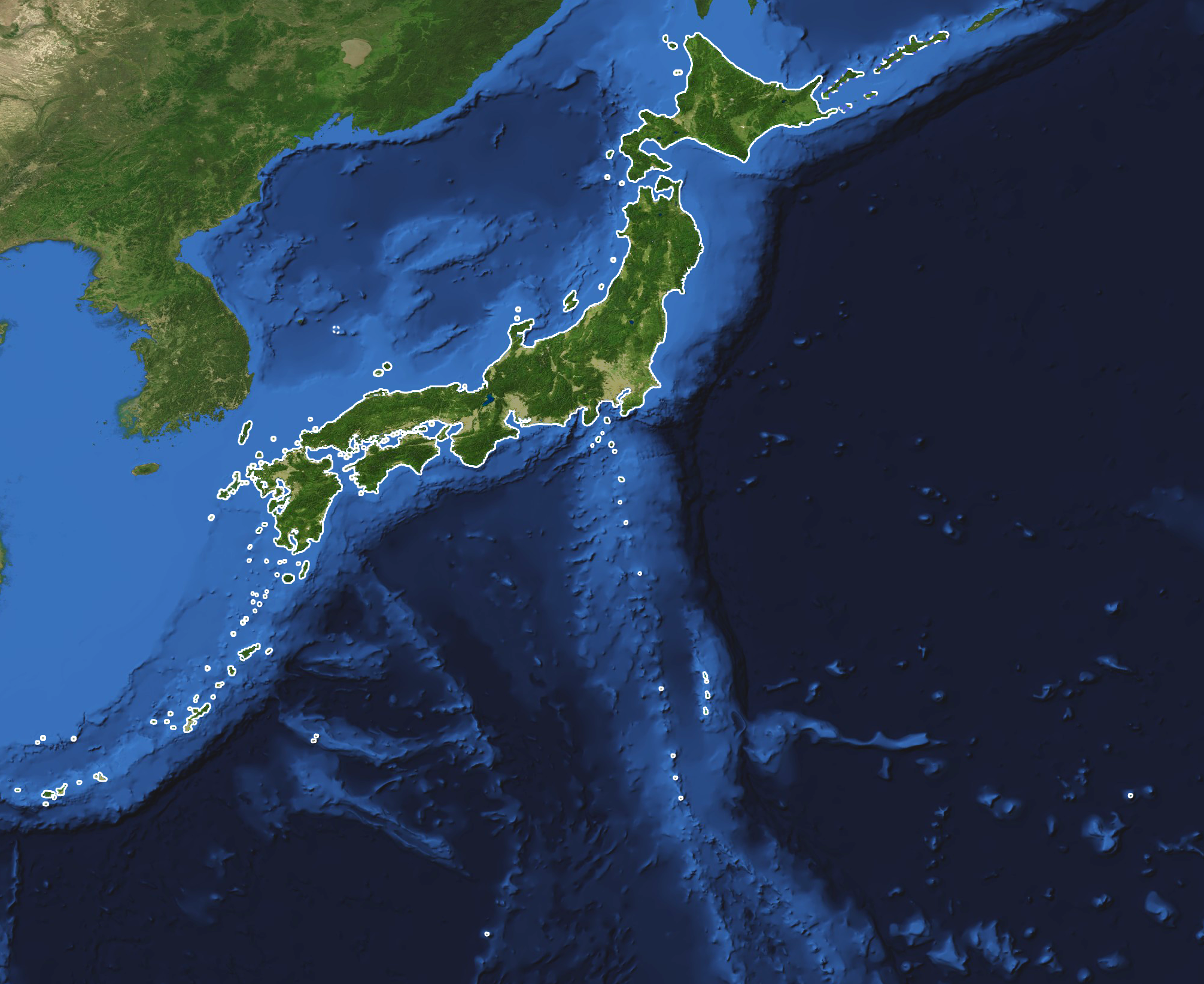
Quần đảo Nhật Bản với những hòn đảo được phác thảo

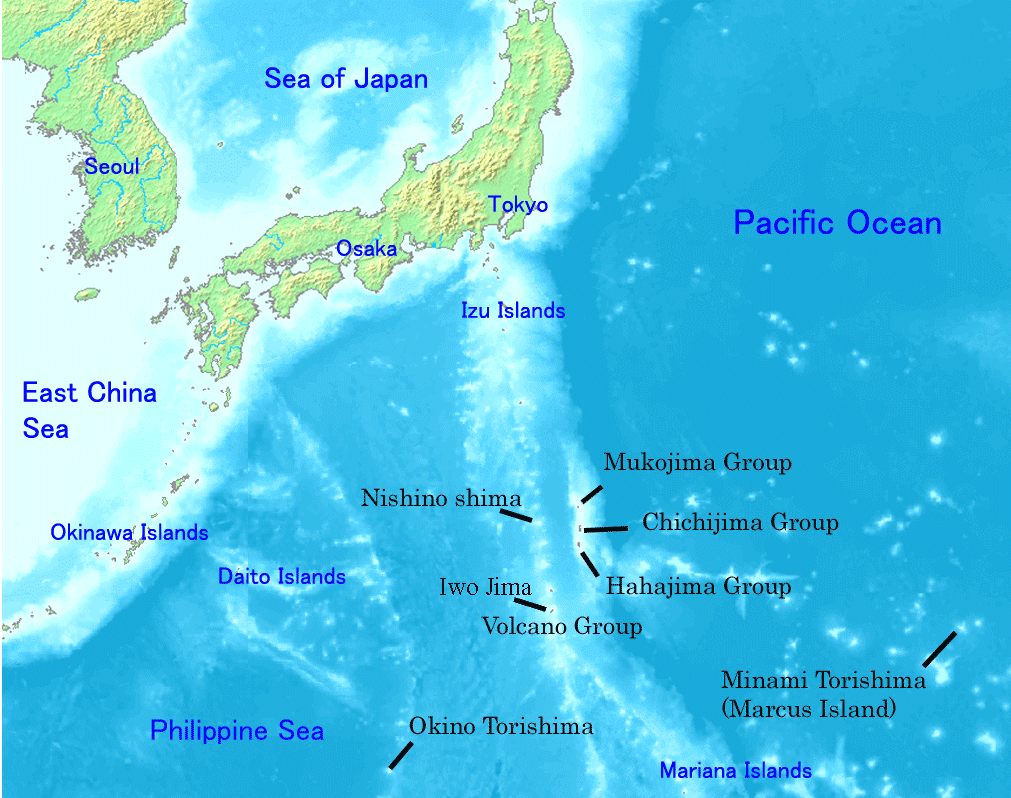
Quần đảo Nanpō được quản lý bởi Thủ đô Tokyo.

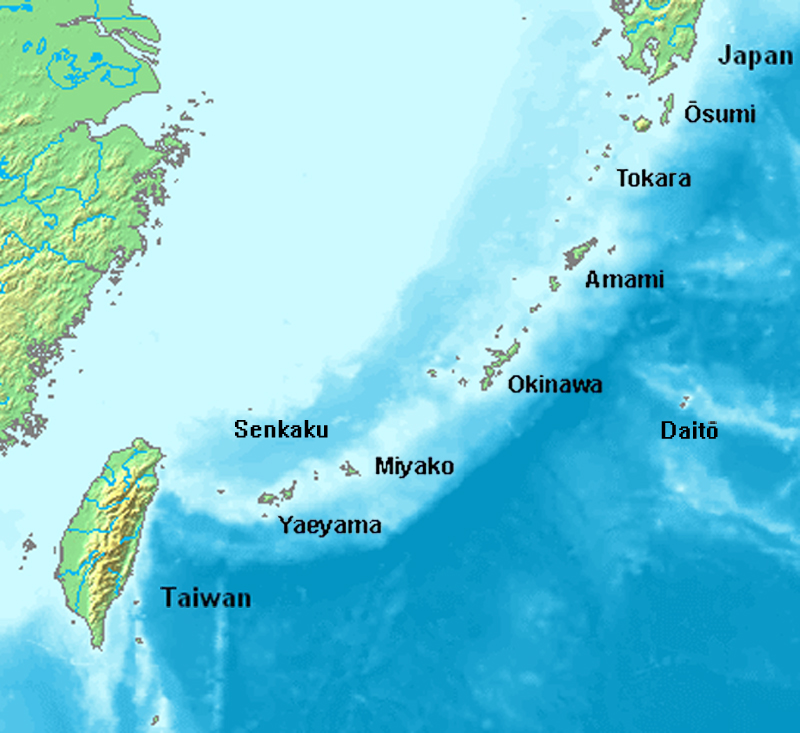
Quần đảo Ryukyu được quản lý bởi tỉnh Kagoshima và tỉnh Okinawa.

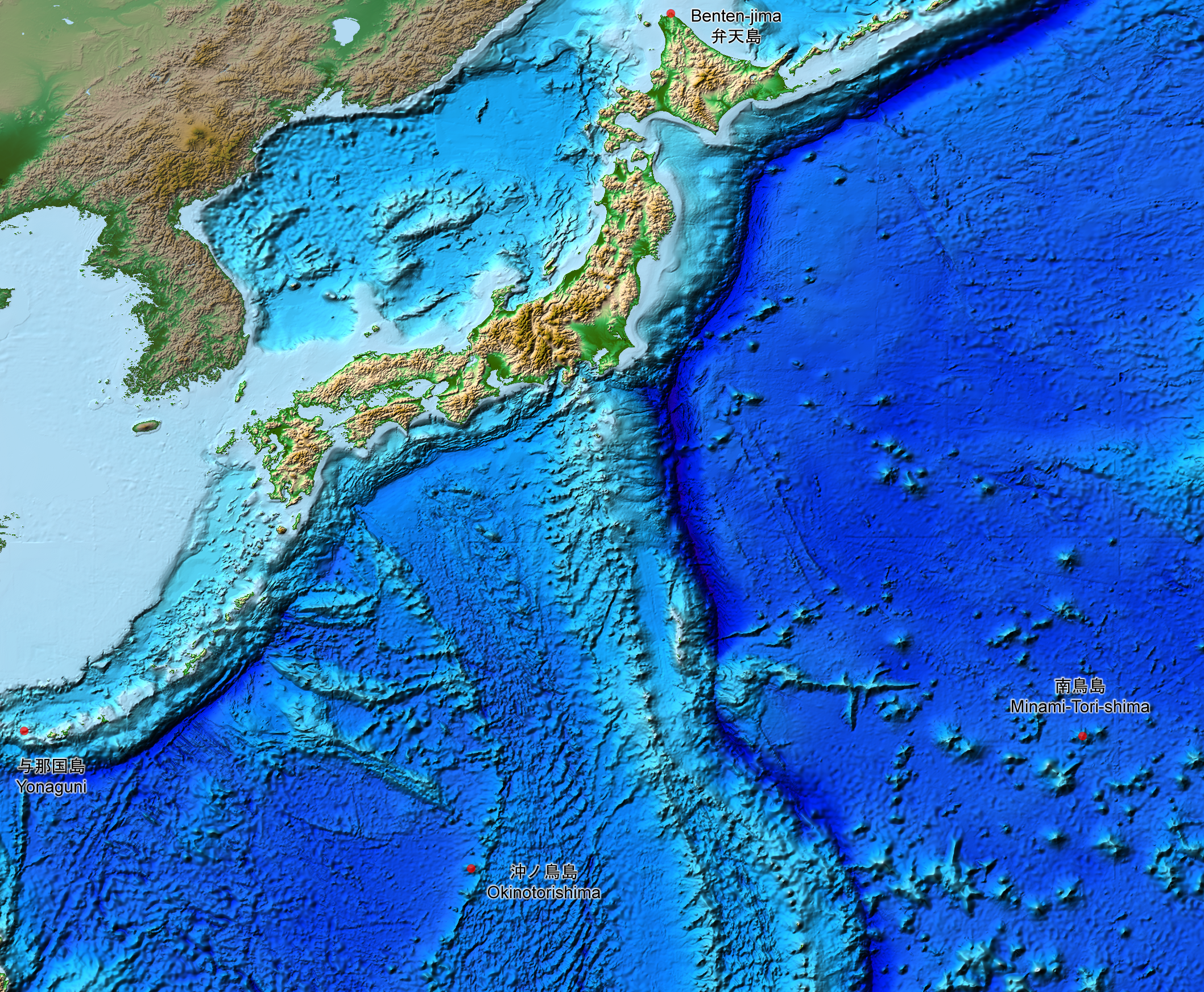
Đây là một bản đồ địa hình nổi của vùng đất và đáy biển của Nhật Bản. Nó cho thấy địa hình bề mặt và dưới nước của quần đảo Nhật Bản. Nó bao gồm tất cả các hòn đảo của Nhật Bản như Minami-Tori-Shima, Benten-jima, Okinotorishima và Yonaguni.

### Các quần đảo và tỉnh
- 'Hokkaido'  - Hòn đảo lớn thứ hai của Nhật Bản, và là tỉnh lớn nhất ở cực bắc, bao gồm 14 Phó tỉnh.
  -  Hokkaidō
    - Phó tỉnh Hidaka
    - Phó tỉnh Hiyama
    - Phó tỉnh Iburi
    - Phó tỉnh Ishikari
    - Phó tỉnh Kamikawa
    - Phó tỉnh Kushiro
    - Phó tỉnh Nemuro
    - Phó tỉnh Okhotsk
    - Phó tỉnh Oshima
    - Phó tỉnh Rumoi
    - Phó tỉnh Shiribeshi
    - Phó tỉnh Sorachi
    - Phó tỉnh Sōya
    - Phó tỉnh Tokachi
- 'Honshu'  - Hòn đảo lớn nhất và đông dân nhất Nhật Bản, bao gồm năm vùng.
  - Vùng Tōhoku bao gồm sáu tỉnh.
    -  Akita
    -  Aomori
    -  Fukushima
    -  Iwate
    -  Miyagi
    -  Yamagata

  - Vùng Kantō bao gồm bảy tỉnh, bao gồm cả thủ đô của Nhật Bản là Thủ đô Tokyo.
    -  Chiba
    -  Gunma
    -  Ibaraki
    -  Kanagawa
    -  Saitama
    -  Tochigi
    -  Tokyo

  - Vùng Chūbu bao gồm chín tỉnh.
    -  Aichi
    -  Fukui
    -  Gifu
    -  Ishikawa
    -  Nagano
    -  Niigata
    -  Shizuoka
    -  Toyama
    -  Yamanashi

  - Vùng Kansai bao gồm bảy tỉnh.
    -  Hyōgo
    -  Kyōto
    -  Mie
    -  Nara
    -  Ōsaka
    -  Shiga
    -  Wakayama

  - Vùng Chūgoku bao gồm năm tỉnh.
    -  Hiroshima
    -  Okayama
    -  Shimane
    -  Tottori
    -  Yamaguchi
- 'Shikoku'  - Đảo nhỏ thứ hai và ít dân cư nhất trong số năm hòn đảo chính (sau Okinawa), có bốn tỉnh.
  -  Ehime
  -  Kagawa
  -  Kōchi
  -  Tokushima
- 'Kyushu'  - Hòn đảo lớn thứ ba của quần đảo, có tám tỉnh, Quần đảo Okinawa trong vòng cung đảo Ryukyu.
  -  Fukuoka
  -  Kagoshima
  -  Kumamoto
  -  Miyazaki
  -  Nagasaki
  -  Ōita
  -  Saga
- 'Okinawa'  - Đảo nhỏ nhất và ít dân cư nhất trong năm đảo chính. Nó là một phần của vùng Kyushu.
  -  Okinawa
- 'Sakhalin'  - Trước đây được biết đến và được quản lý bởi Đế quốc Nhật Bản với tư cách là tỉnh Karafuto và một phần của Liên bang Nga, đôi khi được coi là một phần địa lý của quần đảo Nhật Bản. Nhật Bản từ bỏ yêu sách của mình đối với hòn đảo này sau Thế chiến II vào thế kỷ 20.[10]
  -  Sakhalin Oblast